# Antonio Díaz de Cardoso
Antonio Díaz de Cardoso (Santa Comba Dão, 1495-Santafe de Bogotá,1573) fue un conquistador español de origen portugués. Fue el segundo alcalde de Santafé de Bogotá, cargo que desempeñó en tres ocasiones.

## Biografía
Antonio Díaz de Cardoso, cuyos apellidos se escriben alternativamente Díaz Cardoso, Díaz de Cardozo o Díaz Cardozo.
Nació en el Reino de Portugal. Sus padres fueron Diego Díaz y Marquesa Cardoso.Estaba casado con Felipa Almeida y el matrimonio tuvo dos hijas, Marquesa e Isabel Cardozo Almeyda, que se casaron con los dos hijos de Luis Fernández de Acosta.

### Expediciones en Colombia
Se unió a la expedición en busca de El Dorado, viaje encabezado por Gonzalo Jiménez de Quesada que partió de Santa Marta en abril de 1536.  Fue uno de los capitanes de los tres bergantines que De Quesada envió hasta el Río Magdalena; los otros dos fueron Gómez del Corral y Juan de Albarracín . 
Desde La Tora (actual Barrancabermeja), Quesada envió tropas por delante para investigar rutas hacia los entonces desconocidos Andes. Díaz de Cardoso y De Albarracín encontraron las barras de sal de alta calidad que conducirían a los conquistadores por el Camino de la Sal hacia la Confederación Muisca. 

### Alcalde de Bogotá
Recibió la encomienda (alcaldía) de Suba y gobernó a entre 900 y 1000 muiscas. Fue tres veces encomendero (alcalde) de Santa Fe de Bogotá; de 1540 a 1541 entre los mandatos de Juan de Arévalo y Juan Tafur, entre 1562 y 1563 sucediendo a Juan de Rivera y precediendo a Alonso de Olaya y de 1567 a 1568 como sucesor de Antón de Olaya y sucedido por Gonzalo de Ledesma.